# Memorialul Hasan Sert 2012
Memorialul Hasan Sert 2012 a fost o competiție de ciclism de o zi organizată de Federația Română de Ciclism pe data de 1 aprilie 2012, în incinta complexului Dragonul Roșu din București.

## Clasament
|    | Ciclist                | Echipa            | Timpul   |
| -- | ---------------------- | ----------------- | -------- |
| 1  | Eduard Grosu (ROM)     | Torpedo Zărnești  | 01:18:27 |
| 2  | Valentin Plesea (ROM)  | Petrolul Ploiești | +22s     |
| 3  | Zoltan Sipos (ROM)     | Mazicon București | +29s     |
| 4  | Georgi Petrov (ROM)    | Alexi Nikolov     | +1 tur   |
| 5  | Ion Branzea (ROM)      | Petrolul Ploiești | +1 tur   |
| 6  | Bogdan Vlad (ROM)      | Bilal Constanța   | +1 tur   |
| 7  | Filip Grigorescu (ROM) | Bilal Constanța   | +1 tur   |
| 8  | Istvan Terebesi (ROM)  | Mazicon București | +1 tur   |
| 9  | George Stancu (ROM)    | CS Otopeni        | +1 tur   |
| 10 | Razvan Juganaru (ROM)  | CS Otopeni        | +1 tur   |